# Antonio López (gwatemalski piłkarz)
Antonio de Jesús „Chucho” López Amenábar (ur. 10 kwietnia 1997 w mieście Meksyk) – gwatemalski piłkarz pochodzenia meksykańskiego występujący na pozycji środkowego pomocnika, lewego skrzydłowego lub lewego obrońcy, reprezentant Gwatemali, od 2023 roku zawodnik Comunicaciones.

## Kariera klubowa
López pochodzi ze stołecznego miasta Meksyk, z dzielnicy Cuauhtémoc. Jest wychowankiem akademii juniorskiej lokalnego potentata Club América. Do pierwszej drużyny został włączony przez trenera Miguela Herrerę i w Liga MX zadebiutował 22 lipca 2018 w przegranym 1:2 spotkaniu z Necaxą. Już w premierowym sezonie wywalczył z Américą mistrzostwo Meksyku (Apertura 2018), a następnie dołożył także wicemistrzostwo Meksyku (Apertura 2019), puchar Meksyku (Clausura 2019) oraz superpuchar Meksyku (2019). Przez trenera Herrerę był wystawiany na pozycjach lewego skrzydłowego, lewego obrońcy i defensywnego pomocnika.

## Kariera reprezentacyjna
W marcu 2020 López zadeklarował chęć gry w reprezentacji Gwatemali, nie mając szans na powołania do reprezentacji Meksyku U-23 przygotowującej się do udziału w igrzyskach olimpijskich w Tokio. Z Gwatemali pochodził jego dziadek ze strony matki. Zawodnik złożył wówczas podanie o gwatemalskie obywatelstwo, które otrzymał po upływie czterech miesięcy. 
W reprezentacji Gwatemali zadebiutował za kadencji selekcjonera Amariniego Villatoro, 30 września 2020 w przegranym 0:3 meczu towarzyskim z Meksykiem.